# Deropeltis lesnei
Deropeltis lesnei är en kackerlacksart som beskrevs av Karlis Princis 1963. Deropeltis lesnei ingår i släktet Deropeltis och familjen storkackerlackor. Inga underarter finns listade i Catalogue of Life.